# Astrophytum asterias

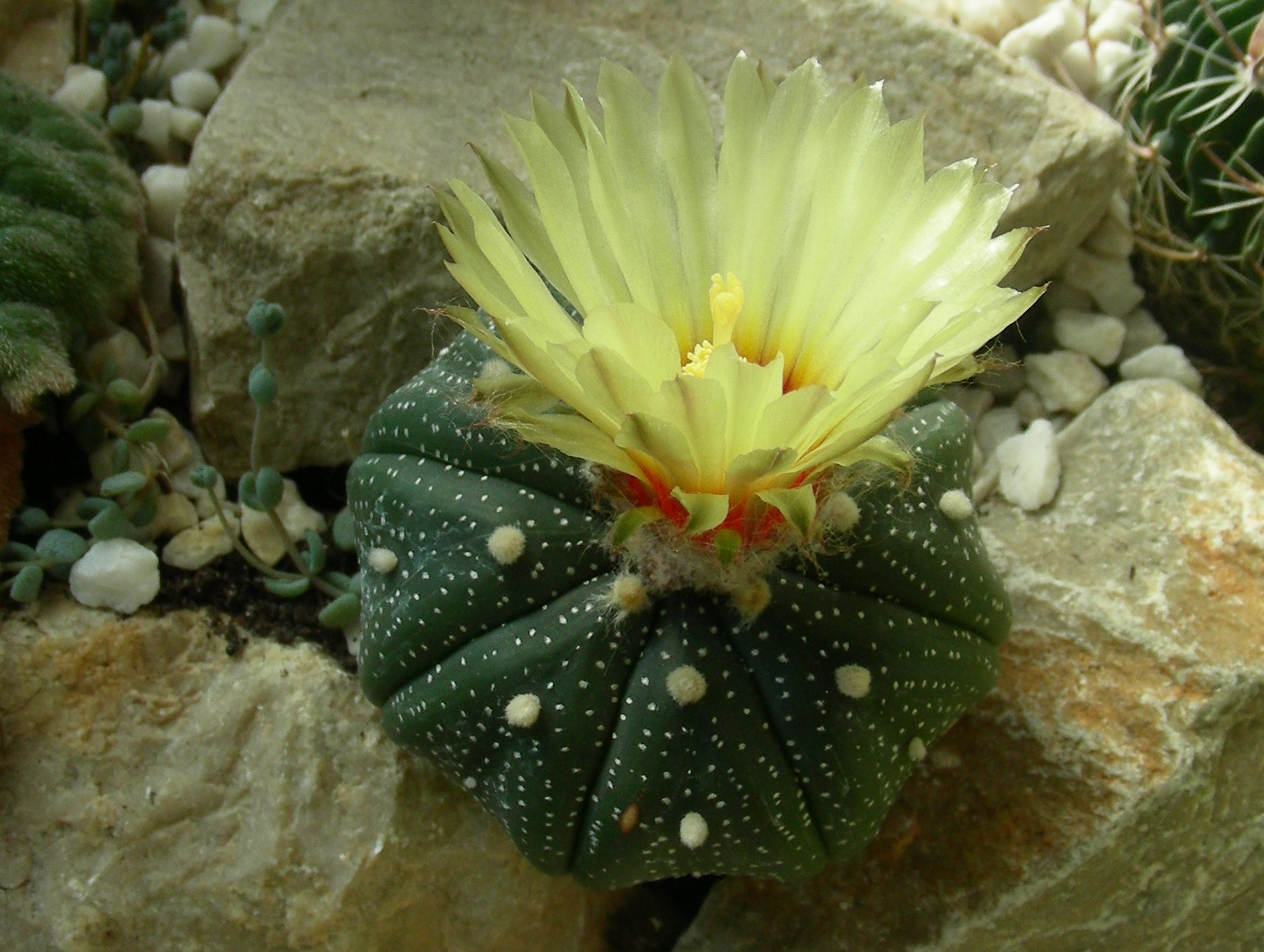
Astrophytum asterias

Astrophytum asterias — рослина з роду астрофітум родини кактусових.

## Зовнішній вигляд
Плоскокулясте стебло до 20 см в діаметрі, розділене неглибокими борознами зазвичай на 8 ребер (іноді від 6 до 10). Зелено-блакитний епідерміс вкритий ділянками мікроскопічних волосків. Зустрічаються голі форми, що не мають волосків. Ареоли великі білуваті пухнасті.
Колючок немає, квітка жовтого кольору з червоним або коричневим зівом, до 6 см у діаметрі. Рослини 1,5–2 см в діаметрі вже здатні цвісти, досягаючи такого розміру на власному корінні через 2–3 роки після сівби.
Є форми з опуклими або увігнутими ребрами, великими або дрібнішими ареолами, майже червоними квітами, котрі характеризують природну варіабельність у межах виду.
Батьківщина: Мексика (Тамауліпас, Нуево Леон), США (Техас).

## Джерела

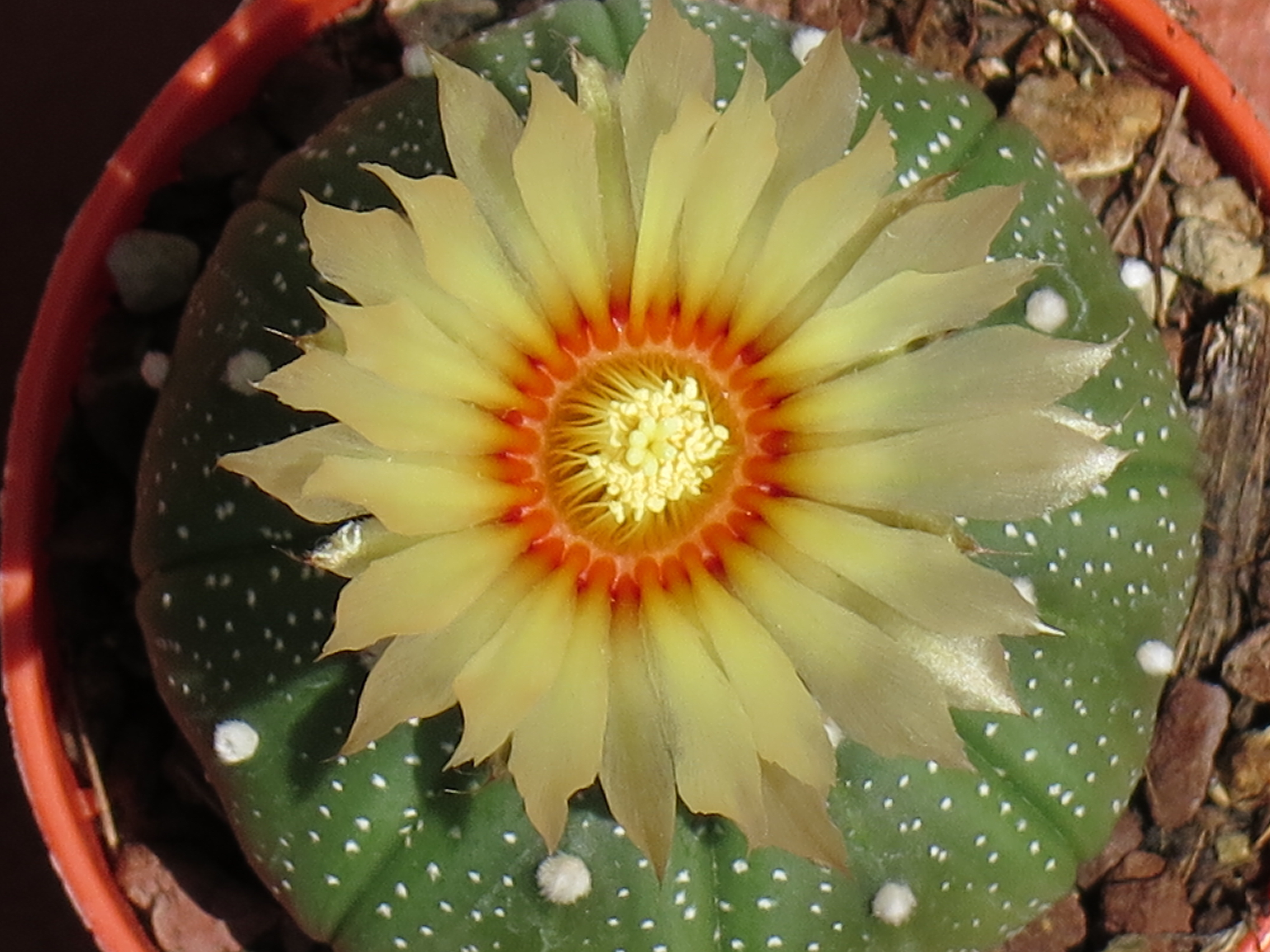
Astrophytum asterias
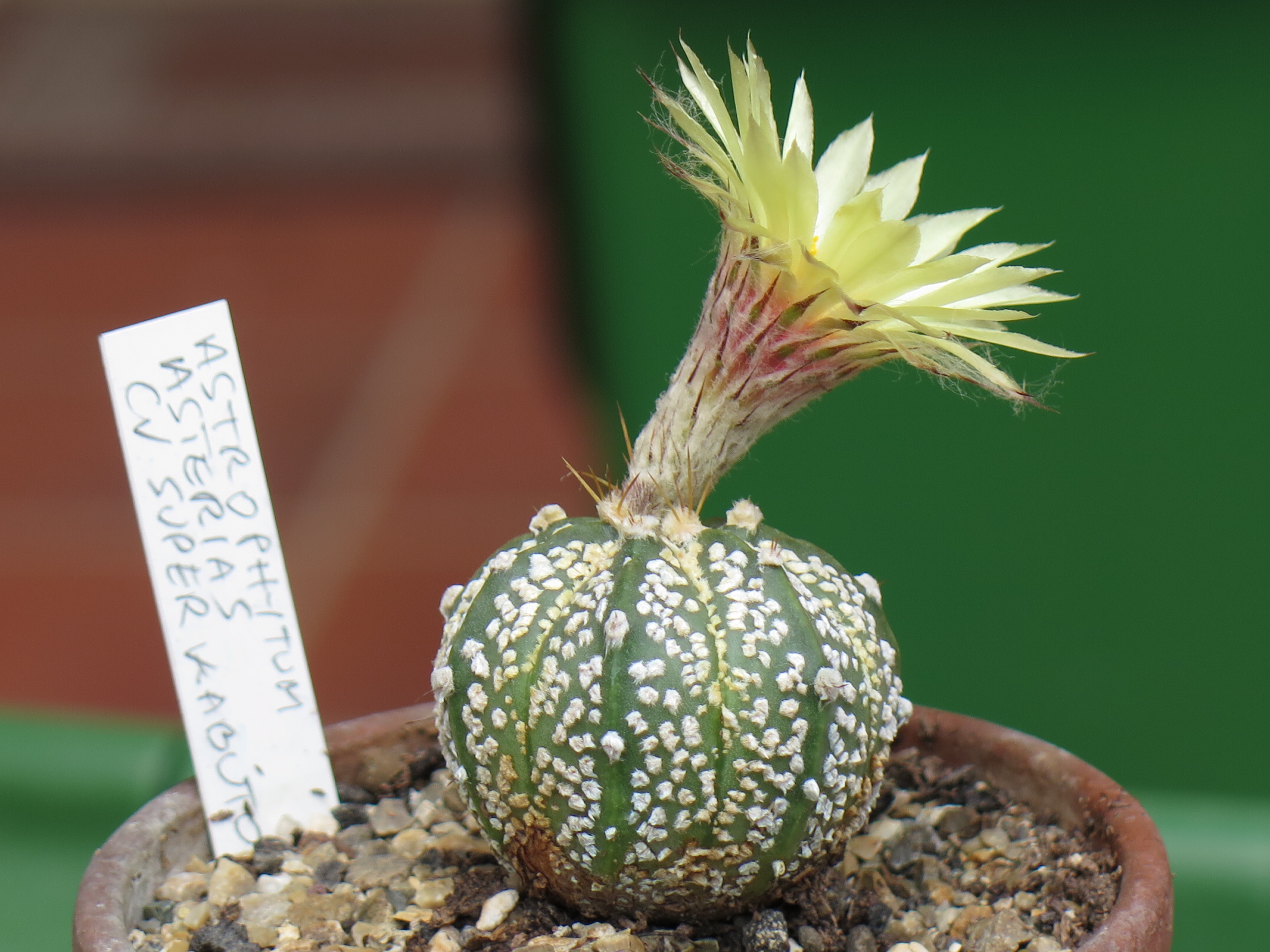
Astrophytum asterias cv. 'Superkabuto'
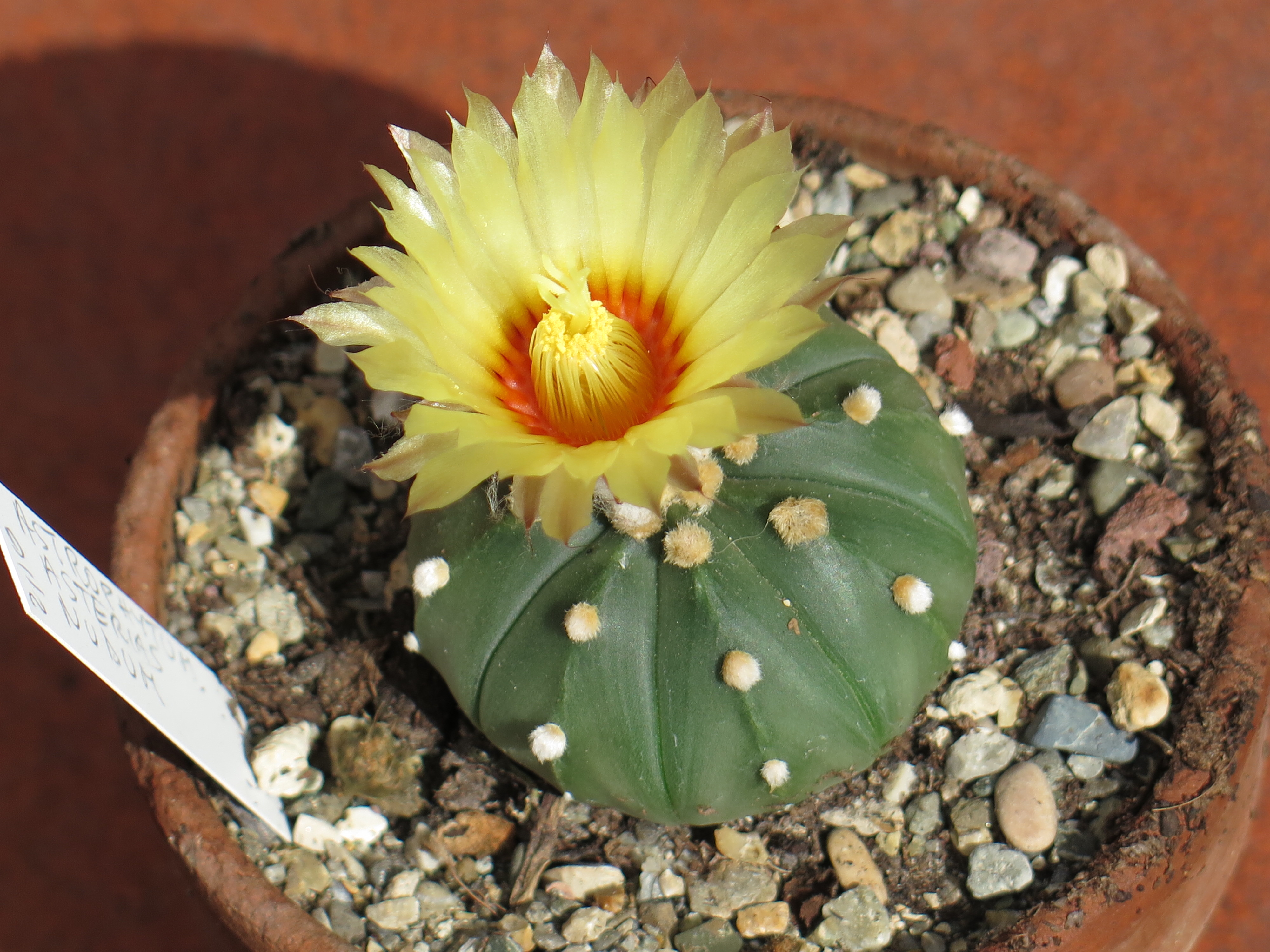
Astrophytum asterias cv. nudum